# Calumma linotum
Espèce
Synonymes
- Chamaeleon linotus Müller, 1924

Calumma linotum est une espèce de sauriens de la famille des Chamaeleonidae.

## Répartition
Cette espèce est endémique du Nord-Est de Madagascar.

## Publication originale
- Müller, 1924 : Über ein neues Chamäleon aus Madagascar. Mitteilungen aus dem Zoologischen Museum in Berlin, vol. 11, no 1, p. 95-96.